# Pteropus poliocephalus
Pteropus poliocephalus (крилан сіроголовий) — вид рукокрилих, родини Криланових. Тварина зображена на монеті в 1 австралійський долар.

## Опис
Довжина голови та тіла: 230—289 мм. Довжина передпліччя: 138—180 мм. Середній розмах крил: 1 м. Вага 600—1000 г. Має темно-сіре тіло, блідо-сіру голову і помітний комір з червонуватого кольору шерсті, який охоплює шию. Як і всі члени родини Pteropodidae, цей крилан не має хвоста і має кігті на першому і другому пальцях. Унікальним, однак, є те, що шерсть цього виду простягається аж до щиколотки, що відрізняють його від інших Pteropus видів, у яких шерсть поширюється вниз до колін.

## Поширення
Ендемік Австралії, де розповсюджений від південно-східного Квінсленду, через східний Новий Південний Уельс до штату Вікторія. Він живе в тропічних вологих лісах, відкритих лісах, закритих та відкритих лісах, мангрових заростях і комерційних плантаціях фруктів. Зустрічається також у міських районах, де є відповідні місця для годування і спочинку.

## Поведінка
Основним джерелом живлення є пилок і нектар евкаліпта, а також плоди в тропічних лісах. Лаштує сідала в колонії на ділянках з деревами та густою рослинністю. Спочивають у великих колоніях, або «таборах», до десятків тисяч особин протягом дня. У сутінках ці крилани вилітають з колонії в пошуках їжі, до якої подорожують до 50 кілометрів. Як важливі запилювачі й розсіювачі насіння, ці крилани є невіддільною частиною підтримки здорового стану лісових екосистем.
Розмноження має сезонний характер, і з січня самці захищають території спаровування, які вони розмежовують запаховим маркуванням, гучними криками та агресією. Парування зазвичай відбувається в період з березня по травень. Самиці зазвичай народжують одне дитинча через шість місяців в період з вересня по листопад. Самиці носять їх дитя під час польотів по харчі протягом перших трьох тижнів, після чого їх залишають у таборі. Молодь здатна до польоту і слідувати за їх матір'ю до харчів через три місяці, але ще годується молоком до п'яти-шести місяців.

## Загрози
Найсерйознішою загрозою є знищення місць харчування і спочинку через розширення урбанізації та сільського господарства. Зміна клімату може також становити загрозу, оскільки кліматичні моделі передбачають значне збільшення числа екстремальних температур і були зафіксовані випадки масової загибелі цих криланів, коли в їх сідалах температура перевищувала 42 градуси за Цельсієм. Іншою серйозною загрозою є прямим убивством тварин в садах. Багато фермерів сприймають рукокрилих як шкідників сільськогосподарських культур і часто вбивають їх. Існує також тенденція цих кажанів влітати в лінії електропередач і вмирати від електричного струму. Чорний крилан (Pteropus alecto) створює додаткову загрозу шляхом конкуренції за їжу і середовище проживання, а також гібридизації.

## Охорона
У відповідь на ці зростаючі загрози, місця спочинку були захищені законом з 1986 року в Новому Південному Уельсі й з 1994 в штаті Квінсленд. P. poliocephalus внесений до списку вразливих відповідно до Закону про охорону навколишнього середовища та збереження біорізноманіття в 1999 році, й у Новому Південному Уельсі занесений до категорії виду під загрозою зникнення у 1995 році.